# Sergio Tofano
Pour les articles homonymes, voir STO et Tofano.
Sergio Tofano, né le 20 août 1886 à Rome et mort le 28 octobre 1973 dans la même ville, est un auteur de bande dessinée, illustrateur (sous le pseudonyme Sto), acteur et réalisateur italien.
Dessinateur et acteur prolifique, il est surtout connu pour avec créé en 1917 dans l'hebdomadaire Corriere dei Piccoli le personnage comique Signor Bonaventura, qu'il a ensuite lui-même adapté au théâtre et au cinéma.

## Filmographie

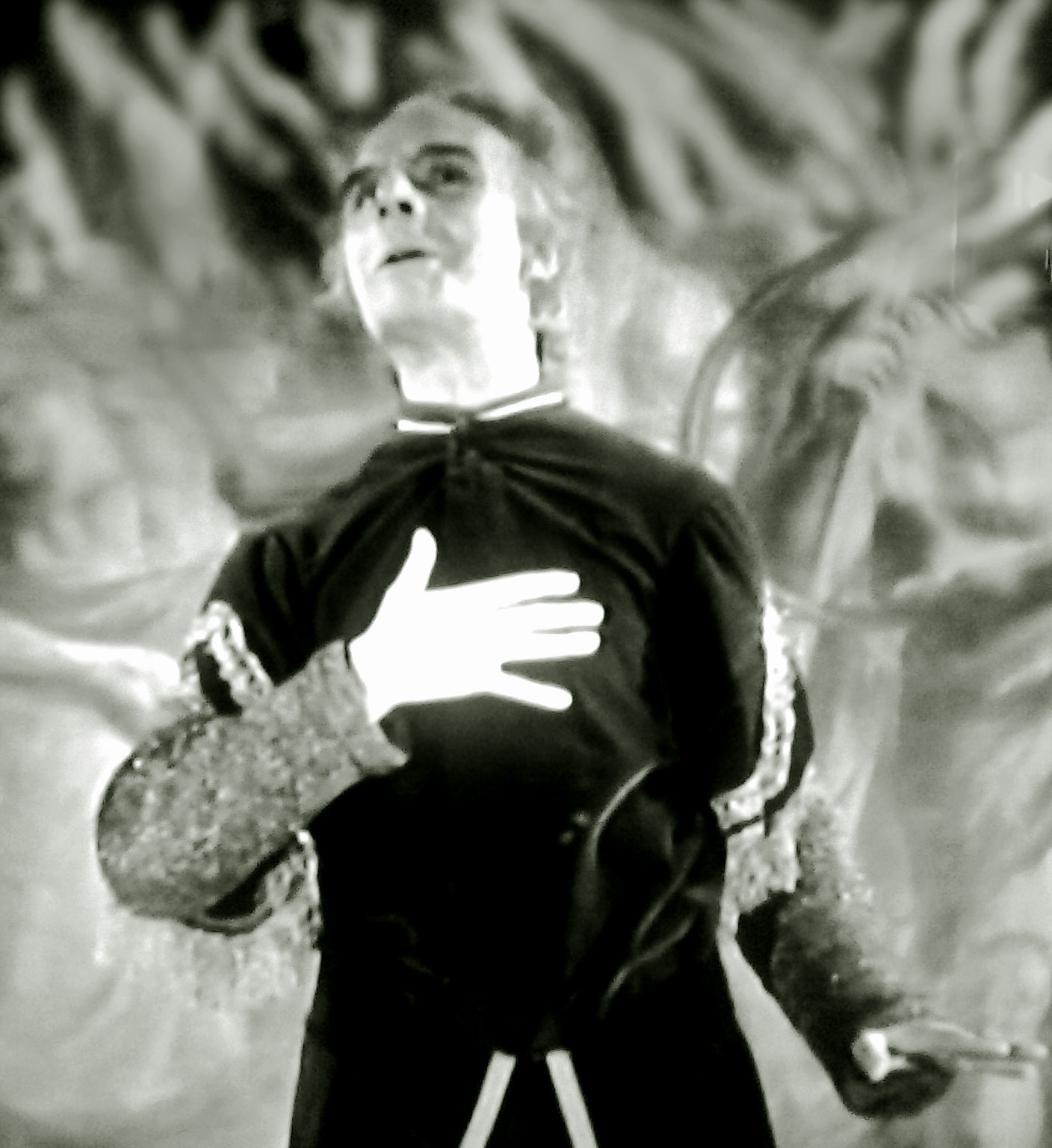
Tofano dans Giù il sipario (1940).

- 1938 : Jeanne Doré de Mario Bonnard
- 1939 : Eravamo sette sorelle de Nunzio Malasomma
- 1952 : Amour et Jalousie (La fiammata), d'Alessandro Blasetti
- 1952 : Heureuse Époque (Altri tempi - Zibaldone n. 1) d'Alessandro Blasetti
- 1953 : Puccini de Carmine Gallone
- 1969 : Toh, è morta la nonna! de Mario Monicelli
- 1973 : La colonna infame de Nelo Risi